# Колхапур (княжество)
Княжество Колхапур — туземное княжество Британской Индии, существовавшее в XVIII—XX веках.

## История
В 1680 году умер Шиваджи — основатель государства маратхов. Началась борьба за власть между его сыновьями, и в 1681 году победу одержал Самбхаджи, но в 1688 году Самбхаджи был пленён императором Великих Моголов Аурангзебом и казнён, и маратхов возглавил его брат Раджарам. Началась долгая борьба: моголы брали крепости маратхов, а после ухода могольских войск маратхи занимали крепости вновь.
Вместе с Самбхаджи в плен к моголам попал и его сын Шахуджи. В 1707 году моголы его освободили. К тому времени Раджарам уже умер, а его вдова Тарабай объявила правителем маратхов своего сына Шиваджи II, став при нём регентом. В борьбе за трон победил Шахуджи: он захватил столицу маратхов город Сатара, а Тарабай с сыном изгнал в Колхапур. Так оформились две династические линии рода Бхонсле — в Сатаре и в Колхапуре. Разделение двух княжеств было закреплено договором в Варне, подписанным в 1731 году.
В 1765 и 1792 годах британцы отправляли военные экспедиции против Колхапура.
С 1812 года княжество Колхапур попало под британский протекторат. Когда британцы уничтожили государство маратхов в результате третьей англо-маратхской войны, они сохранили княжества Колхапур и Сатара, где правили потомки Шиваджи.
После раздела Британской Индии княжество вошло в состав Индийского Союза, и с 1 марта 1949 года стало частью штата Бомбей.

## Список правителей
Первые правители Колхапура ещё претендовали на власть над всеми маратхами, поэтому, хотя внутри династической линии они и были первыми, но внутри рода Бхонсле они были вторыми носителями данных имён.

### Раджи
- Шиваджи I (II) (9 июня 1696 — 14 марта 1726) 1710 — 2 августа 1714, сын Раджарама I и его жены Тарабай;
- Самбхаджи I (II) (1698 — 18 декабря 1760) 2 августа 1714 — 18 декабря 1760, сын Раджарама от его второй жены Раджасбай;
- Шиваджи III (1756 — 24 апреля 1813) 22 сентября 1762 — 24 апреля 1813, приёмный сын предыдущего
  - рани Джиджи-бай (1716—1773) 20 декабря 1760 — 17 февраля 1773, регент;
  - рани Дурга-бай Бхонсле 1773—1779, регент;
- Шамбхуджи II «Аппа-сахиб» (1801 — 2 июля 1821) 24 апреля 1813 — 2 июля 1821;
- Шиваджи IV (1816 — 3 января 1822) 2 июля 1821 — 3 января 1822
  - Шахаджи (или Шахджи) (1802—1838) 2 июля 1821 — 3 января 1822, регент;
- Шахаджи (или Шахджи) I «Баба-сахиб» (22 января 1802 — 29 ноября 1838) 3 января 1822 — 29 ноября 1838;
- Шиваджи V (26 декабря 1830 — 4 августа 1866) 29 ноября 1838 — 4 августа 1866
  - рани Сай-бай (—1861) 29 ноября 1838—1845, регент;
- Раджарам II (13 апреля 1850 — 30 ноября 1870) 4 августа 1866 — 30 ноября 1870 
  - рани Тара-бай (1855—1874) 30 ноября 1870 — 12 октября 1871, регент;
- Шиваджи VI (5 апреля 1863 — 25 декабря 1883) 12 октября 1871 — 25 декабря 1883, усыновлен в возрасте восьми лет вдовой Раджарама II
  - рани Ананд-бай 25 декабря 1883 — 17 марта 1884, регент;
- Шаху IV (26 июня 1864 — 6 мая 1922) 17 марта 1884—1900, усыновлен махарани Анандибай, вдовой короля Шиваджи V.

### Махараджи
- Шаху IV (26 июня 1864 — 6 мая 1922) 1900 — 6 мая 1922;
  - Джайсинхрао Гатге 17 марта 1884 — 20 марта 1885, регент;
- Раджарам III (31 июля 1897 — 26 ноября 1940) 6 мая 1922 — 26 ноября 1940, сын Шахаджи (или Шахджи) II
  - рани Тара Бай 26 ноября 1940 — 18 ноября 1942, регент;
- Шиваджи VII (22 ноября 1941 — 28 сентября 1946) 18 ноября 1942 — 28 сентября 1946, происходил из ветви Сатара династии Бхонсле
  - Тара Бай 22 ноября 1942 — 31 марта 1947, регент (2-й раз);
- Шахаджи (или Шахджи) III (4 апреля 1910 — 9 мая 1983) 31 марта 1947 — 14 августа 1947, внук Шахаджи II через его дочь Радхабай и, следовательно, племянник Раджарама II.

### Титульные махараджи
- Шахаджи II (4 апреля 1910 — 9 мая 1983) 15 августа 1947 — 9 мая 1983, внук Шахаджи II;
- Шаху II (род. 7 января 1948) 1983 — настоящее время, сын Раджарамсинхрао Лакшманрао Бхонсле и внук предыдущего.